# Weymouthiidae
Weymouthiidae es una familia extinta de trilobites agnóstidos pertenecientes a los eodiscínidos. Habitaron la Tierra durante el final del Cámbrico Inferior y el inicio del Cámbrico Medio, distribuyéndose en las zonas de Olenellus y Eokochaspis dentro de los antiguos paleocontinentes de Laurentia, Avalonia y Gondwana. Estos trilobites se caracterizaban por ser completamente ciegos y por la ausencia de mejillas libres.

## Taxonomía
Los Weymouthiidae evolucionaron a partir de un grupo dentro de la familia Hebediscidae.
Los Weymouthiidae son una familia de trilobites dentro del orden Agnostida, aunque no forman un grupo completamente cerrado, ya que algunos de sus miembros están más relacionados con otros trilobites. Dentro de esta familia, hay un grupo que incluye a los géneros Mallagnostus, Chelediscus, Tannudiscus y Jinghediscus.
Una de sus características más notables es que, con el tiempo, fueron reduciendo el anillo occipital, una parte de la cabeza del trilobite. Este rasgo es aún más evidente en Chelediscus, Tannudiscus y otros trilobites del orden Agnostida, donde el anillo occipital llega a dividirse en varias secciones llamadas lóbulos basales.
El género más conocido de esta familia es Serrodiscus.

## Descripción
La mayoría de los trilobites de la familia Weymouthiidae eran pequeños, midiendo entre 1 y 2 cm de largo, aunque dentro del suborden Eodiscina esto se considera un tamaño relativamente grande. Su glabela (la parte central de la cabeza) era ancha en la base, generalmente con lados paralelos, aunque en algunas especies podía estrecharse suavemente o alcanzar su mayor anchura en la mitad de su longitud. En la mayoría de los casos, no tenían surcos glabelares marcados, aunque algunas especies presentaban surcos incompletos y surcos transglabelares bien definidos. Las mejillas libres, cuando estaban presentes, solían converger hacia adelante, delante de la glabela.
El anillo occipital, una estructura en la parte posterior de la cabeza, podía ser simple o dividirse en dos lóbulos laterales, como ocurría en los géneros Chelediscus y Tannudiscus. Todos los miembros de esta familia eran completamente ciegos, careciendo de ojos. Su tórax, cuando es conocido, estaba compuesto por tres segmentos en géneros como Mallagnostus, Marocconus, Serrodiscus, Tannudiscus y Weymouthia.
El eje pigidial, que es la parte central del escudo posterior del trilobite, era largo y terminaba en una punta afilada, con al menos 10 anillos axiales, aunque en muchas especies la segmentación de este eje no es visible. Dentro de Weymouthiidae se encuentran formas con la parte posterior de la glabela expandida y redondeada sobre el anillo occipital, otras con una espina vertical en esa zona, algunas donde el anillo occipital es indistinguible debido a la expansión de la glabela y otras con una estructura occipital más primitiva, pero con un número mucho mayor de segmentos axiales.